# 밀리터리 탱고
"밀리터리 탱고"(Military Tango)는 한국에서 제작된 황종원 감독의 2003년 드라마 영화이다. 신삼봉 등이 주연으로 출연하였다.

## 출연

### 주연
- 신삼봉
- 양주호
- 김준배

## 기타
- 조명: 김지훈
- 미술: 유길원